# 얄마르 보위에센

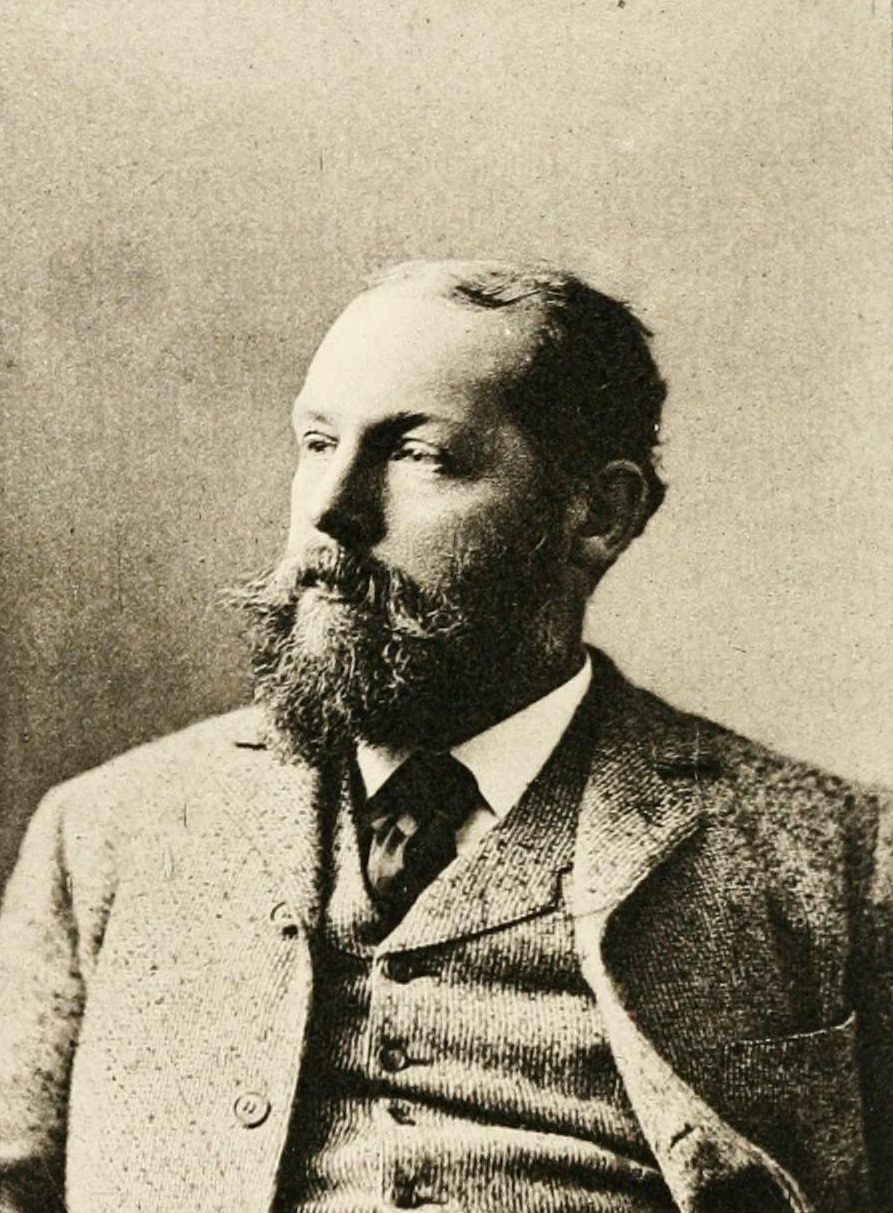

얄마르 보위에센(Hjalmar Hjorth Boyesen, 1848년 9월 23일 ~ 1895년 10월 4일)은 노르웨이인-미국인 저자이자 대학 교수이다. 아메리카의 노르웨이 이주민에 의한 첫 소설로서 간주되는 《가너》(1874)라는 소설 작품으로 많이 상기된다.
라이프치히 대학교와 오슬로 대학교를 졸업했다.

## 주요 저서
- 《가너》(1874)
- Falconberg (1879)
- Goethe and Schiller (1879)
- Ilka on the Hill Top (1881)
- A Daughter of the Philistines (1883)
- Alpine Roses (1884) (play)
- A Daring Fiction (1884)
- Mikkel (1884)[3]
- Vagabond Tales (1889)
- Against Heavy Old (1890)
- The Mammon of Unrighteousness (1891)
- Idyls of Norway and Other Poems (1892)
- 《노르웨이의 소년시절》(1892)
- Essays on German Literature (1892)
- The Social Strugglers (1893)
- A Commentary on the Works of Henrik Ibsen (1894)
- Against heavy odds: a tale of Norse heroism, and a fearless trio (1894)
- Norse Tales (1894)
- 《북유럽 문학론집》(1895)